# Munsee
Munsee.- /ime dolazi po glavnom ogranku Minisink ,vidi/ Pleme Delaware rase ili konfederacije nazivani često imenom ' Wolf tribe ', izvorno su bili nastanjeni duž rijeke Delaware na području današnjih saveznih država New York, Pennsylvania i New Jersey. Za vrijeme Revolucije mnogi su prešli u Kanadu, gdje su se još održali u Ontariju. Munsee što su ostali u SAD danas žive u Wisconsinu na rezervatu Stockbridge sa Stockbridge Indijancima, i treća grupa u Kansasu.
Munsee su se odvojili od ostalih Delawara Unalachtigo i Unami, razvivši nešto drugačiji jezik, ali su sačuvali izvorne klanove Vuk, Kornjača i Puran. Ovi veliki klanovi nasljeđuju se po majčinoj liniji, i egzogamni su, dok je nasljeđe sachema u okviru klana.
Munsee, kao i ostale dvije grupe Delaware bijahu rascjepkane po lokalnim skupinama ili malenim plemenima, to su: 
- Esopus (Espachomy) sastoje se od 4 plemena: 
  - Catskill (Katskill), na Catskill Creeku, okrug Greene, New York.
  - Mamekoting, u Mamakating Valleyu, zapadno od Shawangunk Mountainsa, New York.
  - Waoranec (Hodge), blizu Esopus Creeka. Swanton ih ne ubraja u Esopuse.
  - Waranawonkong (Warranawonkong), u krajevima uz Esopus, Wallkill, i Shawangunk Creeka, većinom u okrugu Ulster County, New York
  - Wawarsink (Waoranecker, Warwarsing), uz Wawarsing i Rondout Creek, Ulster County, New York.

Ostale Munsee bande su: Cashiehtunk,  Lackawaxen, Macharienkonick, Marechkawieck, Meochkonck,  Mengakonia, Minisink, Mohickon, Outauninkin, Pakadasank, Papagonk, Peckwes, Schepinakonck, Shawangunk, 
Waoranec,   Waywayanda, Wildwyck, Wysox.